# Gemeinde Zvornik
Die Gemeinde Zvornik (serbisch Општина Зворник Opština Zvornik) ist eine Verbandsgemeinde im Nordosten von Bosnien und Herzegowina auf dem Gebiet der Republika Srpska mit etwa 53.000 Einwohnern. Verwaltungssitz ist Zvornik.

## Bevölkerung
Bei der Volkszählung 1991 ergab sich folgende Bevölkerungszusammensetzung für die Gemeinde:
- Bosniaken – 48.102 (59,17 %)
- Serben – 30.863 (37,96 %)
- Jugoslawen – 1248 (1,53 %)
- andere – 1082 (1,33 %)

Während des Bosnienkrieges wurden die Muslime sowohl aus der Stadt als auch aus der Gemeinde vertrieben. Immer wieder werden in und um Zvornik Massengräber aus dieser Zeit aufgefunden. Im Gegenzug wurden – auch zur Konsolidierung der „neuen Verhältnisse“ – serbische Flüchtlinge angesiedelt. Dennoch ist mittlerweile ein relativ großer Teil der Bosniaken nach Zvornik zurückgekehrt. Die Gesamteinwohnerzahl liegt jedoch um fast 20.000 niedriger als vor dem Bosnienkrieg.
Bei der Volkszählung 2013 bezeichneten sich 65,5 % als Serben und 33,7 % als Bosniaken.